# North Escobares
North Escobares és una concentració de població designada pel cens dels Estats Units a l'estat de Texas. Segons el cens del 2000 tenia 1.692 habitants.

## Demografia
Segons el cens del 2000, North Escobares tenia 1.692 habitants, 412 habitatges, i 390 famílies. La densitat de població era de 246,5 habitants/km².
Dels 412 habitatges en un 72,8% hi vivien nens de menys de 18 anys, en un 68,4% hi vivien parelles casades, en un 23,5% dones solteres, i en un 5,3% no eren unitats familiars. En el 4,9% dels habitatges hi vivien persones soles l'1,5% de les quals corresponia a persones de 65 anys o més que vivien soles. El nombre mitjà de persones vivint en cada habitatge era de 4,11 i el nombre mitjà de persones que vivien en cada família era de 4,26.
Per edats la població es repartia de la següent manera: un 46,6% tenia menys de 18 anys, un 9,9% entre 18 i 24, un 28,8% entre 25 i 44, un 10,7% de 45 a 60 i un 4% 65 anys o més.
L'edat mediana era de 20 anys. Per cada 100 dones de 18 o més anys hi havia 82,4 homes.
La renda mediana per habitatge era de 15.958 $ i la renda mediana per família de 16.750 $. Els homes tenien una renda mediana de 16.071 $ mentre que les dones 6.250 $. La renda per capita de la població era de 4.562 $. Aproximadament el 59,7% de les famílies i el 61,4% de la població estaven per davall del llindar de pobresa.

## Poblacions més properes
El següent diagrama mostra les poblacions més properes.